# Anastásios Goúsis
Anastásios Goúsis (en grec : Αναστάσιος Γούσης, né le 7 juillet 1979) est un athlète grec, spécialiste du sprint. Il mesure 1,77 m pour 75 kg. Son club est l'Olympiakios SFP du Pirée.

## Biographie
En août 2008, alors qu'il devait participer aux Jeux olympiques sur 200 mètres, Anastásios Goúsis est contrôle positif aux anabolisants. Il est finalement suspendu deux ans par l'Association hellénique d'athlétisme amateur.

### Palmarès
| Date | Compétition                | Lieu     | Résultat | Épreuve   | Performance   |
| ---- | -------------------------- | -------- | -------- | --------- | ------------- |
| 2002 | Championnats d'Europe      | Munich   | 6e       | 4 x 400 m | 3 min 04 s 26 |
| 2003 | Championnats du monde      | Paris    | 6e       | 4 x 400 m | 3 min 02 s 56 |
| 2006 | Championnats d'Europe      | Göteborg | 8e       | 200 m     | 20 s 94       |
| 2006 | Coupe du monde des nations | Athènes  | 9e       | 100 m     | 10 s 34       |
| 2006 | Coupe du monde des nations | Athènes  | 6e       | 200 m     | 20 s 69       |
| 2007 | Championnats du monde      | Osaka    | 8e       | 200 m     | 20 s 75       |
| 2008 | Coupe d'Europe             | Annecy   | 2e       | 200 m     | 20 s 57       |

## Meilleures performances
- 100 m : 10 s 27 0,9 	1r1 	Athènes	10 Sep 2006
- 200 m : 20 s 11 0,0 	1h4 	WC	Osaka 28 août 2007
- 400 m : 45 s 55 1 	NC-j	Kastoriá	5 Aug 2000
- 400 m en salle : 46 s 83 	 	 	1 	NC Le Pirée